# Natanael Berg
Carl Natanael Rexroth-Berg (ur. 9 lutego 1879 w Sztokholmie, zm. 14 października 1957 tamże) – szwedzki kompozytor.

## Życiorys
W latach 1897–1900 kształcił się pod kierunkiem Juliusa Günthera (śpiew) i Johana Lindegrena (kontrapunkt) w konserwatorium w Sztokholmie. W zakresie kompozycji był w dużej mierze samoukiem. Dzięki uzyskanemu stypendium rządowemu kontynuował studia muzyczne w Berlinie (1908–1909) oraz Wiedniu (1911–1912). W 1902 roku ukończył studia weterynaryjne i do 1939 roku pracował jako weterynarz w armii szwedzkiej. Był jednym ze współzałożycieli Związku Kompozytorów Szwedzkich, w latach 1918–1925 był jego pierwszym przewodniczącym. W 1932 roku został członkiem Królewskiej Akademii Muzycznej w Sztokholmie.
Tworzył muzykę o przeważnie programowym charakterze, cechującą się bogatą instrumentacją. Jako kompozytor pozostawał pod wpływem twórczości Richarda Straussa.

## Wybrane kompozycje
(na podstawie materiałów źródłowych)

### Utwory orkiestrowe
- 5 symfonii (I „Alles endet was entstehet” 1913, II „Arstiderna” 1916, III „Makter” 1917, IV „Pezzo sinfonico” 1918 zrewid. 1939, V „Trilogia delle passioni” 1922)
- poemat symfoniczny Traumgewalten (1910)
- poemat symfoniczny Varde ljus! (1914)
- poemat symfoniczny Reverenza (1949)
- Koncert skrzypcowy (1918)
- Serenada na skrzypce i orkiestrę (1923)
- Suita (1930)
- Koncert fortepianowy (1931)

### Utwory kameralne
- Kwintet fortepianowy (1917)
- 2 kwartety smyczkowe (I 1917, II 1919)

### Utwory wokalno-instrumentalne
- Saul och David na baryton i orkiestrę (1907)
- Eros’ vrede na baryton i orkiestrę (1911)
- Mannen och kvinnan na solistów, chór i orkiestrę (1911)
- Predikaren na baryton i orkiestrę (1911)
- Israels lovsång na solistów, chór i orkiestrę (1915)
- Hoga Visan na solistów, chór i orkiestrę (1925)

### Opery
- Leila (1910, wyst. Sztokholm 1912)
- Engelbrekt (1928, wyst. Sztokholm 1929)
- Judith (1935, wyst. Sztokholm 1936)
- Brigitta (1941, wyst. Sztokholm 1942)
- Genoveva (1944–1946, wyst. Sztokholm 1947)

### Balety
- Alvorna (1914)
- Sensitiva (1919)
- Hertiginnans friare (1920)